# کریبیین
کریبیین (به اسپانیایی: Crivillén) یک شهرستان در اسپانیا است که در Andorra-Sierra de Arcos واقع شده‌است.

## خصوصیات
کریبیین ۴۲٫۰۴ کیلومترمربع مساحت و ۱۰۷ نفر جمعیت دارد.